# Pablo Tigani
Eugenio Pablo Tigani (Buenos Aires, 16 de noviembre de 1955). Académico e investigador argentino reconocido por sus trabajos transdisciplinarios. Escribió 6 libros, más de 40 papers académicos y 1.500 artículos en medios locales e internacionales. Gracias a una actividad regular como profesor e investigador doctoral, así como por la traducción de su libro ARGENJAPAN’S en inglés, sus proposiciones son conocidas, estudiadas y discutidas en Europa, EE. UU. y Latinoamérica. Es uno de los miembros más conocido de la primera generación de la transdisciplinariedad en la Argentina y un exponente crítico del neoliberalismo y la tecnocracia. Entre sus aportes se destaca la construcción teórica de las Elites Tecnocráticas y su responsabilidad en las crisis de Gobernabilidad de 2001.

## Académico
Licenciado en Administración de la Universidad Argentina de la Empresa (UADE) (1979) revalidado  por la Universidad de Buenos Aires (1981). Obtuvo su Maestría en Política Económica Internacional en la Universidad de Belgrano (1988), se graduó como Doctor en Ciencia Política (2018) en la Universidad de Belgrano, sus tesis de Maestría y doctoral se volvieron una referencia siendo base teórica de otras tesis y publicaciones. Realizó seminarios de: Economía Argentina y Economía y Finanzas “de la Universidad Católica de la Plata (IDEPA-Instituto de Política Económica Aplicada, también realizó seminarios de la Wharton School Strategy Management (1992) y Finance (1993), Sustainable Turnaround Management del IAEF - The Graduate School of Business of  Columbia University (1998).
Marcelo Diamand, Herman Kahn, Alejandro Vegh Villegas, Aldo Ferrer, Eduardo Curia, Arturo Aquilino Fernández, Emilse Cuda y Carlos Pérez Llana fueron algunos de sus profesores durante los estudios. Actualmente dialoga y reflexiona en persona con los profesores Karl Sauvant, Guillermo Calvo de la universidad de Columbia en New York. Estos dos referentes globales son su fuente específica de consulta sobre asuntos macroeconómicos internacionales, e inversiones internacionales. Entre 1984-1988 y, bajo la tutoría de su profesor Marcelo Diamand y la dirección del doctor Raúl Beranger (Decano de la Facultad de Estudios para Graduados), defendió en la Universidad de Belgrano su tesis de Maestría sobre el tema «Nociones de Exportaciones, Antología e Instrumentos; Observaciones para Acelerar el Proceso de Crecimiento». 
En 1999 publicó su primer artículo trascendente, una reseña crítica del enfoque ortodoxo que tituló: “Creación de valor versus costo fiscal”, artículo en el que reprocha la falta de amplitud del enfoque ortodoxo por su postura frente a los subsidios a las exportaciones de manufactura. En los siguientes años siguió publicando artículos de prensa en la sección Comercio Exterior del diario  ámbito financiero.
De 1998 a 2001 fue integrante del panel del acreditado ciclo de conferencias mensuales político, económico y de negocios con Miguel Ángel Broda y Rosendo Fraga, donde desde sus diametralmente opuestos marcos teóricos y variadas visiones se exponían ideas, expresando una manera innovadora de confrontar y convivir en democracia, aportando al debate tolerancia ideológica y política profesional, con el objeto de ilustrar a la dirigencia empresarial argentina. En octubre de 2001 fue convocado por el juez decano de la Suprema Corte Carlos Santiago Fayt para exponerle sus ideas al presidente Fernando De la Rúa a raíz de sus trabajos enfocados a resolver la crisis de la Convertibilidad en Casa Rosada junto al jefe de Gabinete de la Nación Chrystian Colombo, centrado en la transformación estructural de la economía argentina, en un plan de largo plazo denominado “ARGENJAPAN’S la solución de la deuda y el despegue de la economía”. Obviamente no hubo tiempo, en diciembre de 2001 se desencadenó una crisis financiera y social, inédita en la Argentina. Desde 2011 hasta 2017 ejerció como profesor de Maestría de la  Universidad Politecnica de Madrid CI BA. Actualmente es profesor de postgrado y Maestría en UBA y UADE respectivamente. 
Desde 2008 es director de la Fundación Esperanza para la «investigación académica transdisciplinaria». Se mantiene muy activo en los medios y redes sociales, con frecuencia es invitado a dar conferencias y exponer en numerosos foros en Argentina y países extranjeros como la Fundación Getulio Vargas y la Organización Panamericana para la Salud - Organización de Estados Americanos. Trabajó como asesor general en el Informe de I + D - Facultad de Ciencias Económicas - UBA.
Recibió el Diploma de Honor en el Fórum de Líderes “Creando Nuevos Mundos” de la Fundación IDEIA, considerado como la máxima distinción en el ámbito nacional de líderes en 2003. En 2007 se adjudicó el Premio David de Ámbito Financiero. En 2009 la Universidad Argentina de la Empresa lo distinguió como “Orgullo UADE”. En 2020 junto a un prestigioso grupo de académicos fue designado director de un área de investigación del proyecto para desarrollo de la innovación de la enseñanza del Doctorado en Ciencias de la Administración de UADE. 
Enseña con el “Método del Caso”, siendo miembro de la Comunidad Educativa de Educadores de Harvard Business Publishing, para quien elaboró “Turning technology use in the classrom into an asset”.  
Actualmente es profesor de posgrado en la UBA Derecho. La facultad creó la primera Cátedra Universitaria de: Asuntos Argentinos, para delegaciones extranjeras, embajadas y empresas internacionales. Compuesta por catedráticos argentinos que actúan en diversos campos. Comparten el claustro docente: Adolfo Pérez Esquivel, Santiago Leiras, Christian Asinelli,  María del Carmen Squeff, Jorge Arguello, Rossana Surballe, Miguel Salguero, Marina Cardelli y dirige Agustín Romero.  

## Trabajo
Como ejecutivo de empresas se desempeñó como gerente general en Saccol-Panasonic Chrysler (1982-85). Ocupó el cargo de Gerente de finanzas corporativas del grupo Molino Cañuelas (1989-1991), años después estaría nuevamente en la empresa Toshiba Realmac como vicepresidente ejecutivo (1995 - 1998). Fue directivo de compañías destacadas, en varios sectores como LeBonfante en la ciudad de Chicago, IL., EE. UU., Marshall Argentina y Yelmo.
Desde 2023, es Chairman of the Board de Hacer (fundada en 1982) una Consultora Transdisciplinaria, en la que trabaja como asesor y consultor de empresas nacionales e internacionales (Banco Macro, Banco de la Nación, Banco Provincia, Falabella, HP, Volkswagen, Telefónica, Adidas, Electrolux, RSA,  Insurance, Embraco, Banco Ciudad, entre otras.). Es una referencia a nivel nacional, segunda consulta entre pares, consejero de académicos, sindicalistas, legisladores, jueces y empresarios.
En 1999, reclamó una trasformación de la economía argentina y describió a la desigualdad como una emergencia nacional. En noviembre de 2002, publicó su artículo en el que declaraba que la Convertibilidad, el exceso de capital especulativo, el endeudamiento y los déficits gemelos, junto con la tecnocracia, habían creado las condiciones para un desastre, y llamó a un “cambio de paradigma económico social”.
Es Director Ejecutivo de la Fundación Esperanza; Fue socio fundador del Foro Argentino de Comercio Exterior de la República Argentina, miembro del Instituto Argentino de Ejecutivos de Finanzas (IAEF); miembro del Consejo Profesional de Ciencias Económicas y del Colegio de graduados en Ciencias Económicas.
Con frecuencia es el columnista más leído de Ámbito Financiero, PAGINA 12 y de Diario Registrado. También es columnista de opinión en Televisión: A24 (Programa GPS conducido por el Lic. Rolando Graña), opina en los principales medios. Fue columnista de ámbito del Comercio Exterior y editor responsable de Ámbito de las Pymes. Frecuentemente es invitado por Bloomberg TV, CNN, Agencia EFE, Agencia France Press, TVE España, Clarín, TN, La Nación, Cronista, INFOBAE, América Economía, BAE Negocios, headtopics, Fortuna, O Glovo, 20minutos, Radionacional, Telesurenglish, financialtribune, AMERICAN EXPRESS.

## Pensamiento
Si bien su pensamiento entronca con la doctrina de la iglesia, su obra adopta perfiles propios. Su trabajo está orientado a poner los fundamentos de la solidaridad con los que busca diferenciar a las sociedades del capitalismo avanzado.
El pensamiento de Joseph Stiglitz tiene un destacado lugar en la obra de Tigani, y el de Robert Putnam y Guillermo O’Donnell desempeñan un papel decisivo en el análisis. El estrecho vínculo entre la doctrina de la iglesia y una teoría empírica de la sociedad es una característica del pensamiento de Tigani y que lo distingue de otros académicos y, en particular, de los economistas neoclásicos, con quienes, no obstante y dada su amplitud intelectual, conversa, indaga y comunica sus preocupaciones. 
La integración de las ciencias (Política Económica Internacional, y Ciencia Política) con los negocios de un país enmarcados en la crítica de la  tecnocracia, y la inclinación por los más vulnerables de la sociedad son los rasgos distintivos de toda su obra bibliográfica. Aunque se vale del concepto de justicia social y lo emplea explícitamente en términos del lenguaje, lo hace para poder desarrollar una proposición de política económica y de negocios que examine el costo social de las políticas públicas. Se apoya en la idea de una completa transformación del conocimiento macroeconómico actualmente enfocado en cuestiones abstractas que puede resolver la inteligencia artificial en detrimento de las necesidades sociales. De ahí que resulte unilateral entender a Tigani como mero pensador de la fundamentación argumentativa y de la ética económica en los negocios.
Su primera obra fue su escrito de (2002) y traducido como ARGENJAPAN’S. En este análisis de la transformación estructural de la esfera pública se aproxima al concepto de inversión, tecnología, producción, trabajo y justicia social y recupera la visión eminentemente democrática de la economía, con su distinción entre economía de financiarización y economía de producción y trabajo.
En algunas de sus obras posteriores a la crisis de 2001, Tigani tratará de construir un enfoque productivista frente a las nuevas problemáticas de las sociedades del fundamentalismo de mercado. En este sentido, la gran crítica que realizará al neoliberalismo será que éste, en su opinión, reduce la circunstancia humana a la lógica de los negocios financieros, en el sentido de que el neoliberalismo le otorga la relatividad al empleo como eje de la sociedad, en demérito del otro componente de la práctica humana que ofrece por ejemplo el capitalismo renano que rescata como esencial para el desarrollo de la recuperación europea de posguerra.
A diferencia del enfoque neoliberal, entiende que el cambio de un país debe darse en un ámbito de producción y trabajo, con comunicación y entendimiento entre los sujetos empresa y trabajador. De este modo, su crítica se asemeja a la reflexión que realiza Stiglitz y Piketty. Luego de aquel momento inicial, reforzó esta distinción entre la visión de trabajo y empresa como dos factores irreductibles de la acción y tratará de incluir en la labor productiva (el trabajo) componentes de la interacción, por lo que dirá que es posible pensar un cambio social desde el campo del trabajo.
Considera que existe una crisis de base ética y teológica, de legitimación del Estado contemporáneo y jurídica. Para superarlas, propone una actualización teórica con base en la doctrina de la iglesia, no como denominación (si católica o protestante) sino como los seres humanos representan el sujeto y objeto principal de la creación, y en la que plantea, no imponer reglas, sino proponer el amor al prójimo como aspiración universal.
A partir de la publicación en 2011 de su obra, Liderazgo Contundente, sus análisis y reflexiones se han orientado hacia la fundamentación de la ética del liderazgo, la defensa de la proximidad entre el líder y la gente y de los principios del amor y la solidaridad, así como las bases requeridas para configurar una esfera ciudadana asociada.
Entre sus obras más importantes figura también "Viento de Kola", en la cual de algún modo explica los principios día a día de la recuperación económica argentina entre 2003 y 2010, decodificando una los años de crecimiento “a tasa chinas”, en contraposición al modelo neoliberal que lo precedió.
Sus intereses teóricos y la aceptación de sus multiples becas no están descontextualizados y, como él mismo admite, tienen unas profundas raíces biográficas:

En una entrevista, aclara: “No soy economista. Soy Licenciado en Administración de Empresas, con una Maestría en Política Económica Internacional y un Doctorado en Ciencia Política”. Desde 1981, está matriculado como profesional en el Consejo Profesional de Ciencias Económicas de la Capital Federal. Explica que ninguna universidad otorga el título específico de “economista”, al igual que sucede con otras disciplinas como “filósofo” o “politólogo” o ”ingenioso” a un ingeniero. Critica la "McDonalización" de la terminología "economista", ya que esta simplificación oculta las diferencias entre grados académicos. Sostiene que es incorrecto agrupar bajo el mismo término a licenciados, másteres y doctores en economía, o de otras ciencias, dado que cada grado académico representa un nivel de formación y especialización distinto. 

”Tras mi nacimiento y en mi temprana infancia me vi afectado por la traumática experiencia que implica la insuficiencia de recursos económicos de un hogar obrero, que comprometen el acceso igualitario, aun en una sociedad que supo ser mucho más justa que la actual. Siempre recuerdo las épocas de carencias, me acuerdo de las dificultades económicas y de las limitaciones e ignominias absorbidas debido a las mismas; durante la adolescencia me marcó la experiencia generacional de la censura que en términos de historia significó una dictadura tras otra en la Argentina; y a lo largo de mi vida adulta me he inquietado por la intolerancia, la violencia simbólica que las experiencias políticas del neoliberalismo insertaron en una sociedad engañada una y otra vez, amenazantes permanentes del desarrollo humano por sus  verdades absolutas que finalizaron siempre en mentiras y fracasos.” Pablo Tigani (Argentina, 2020)